# Coupe du monde de pentathlon moderne 2017
Navigation
2016 2018
La coupe du monde de pentathlon moderne 2017 se déroule entre le 20 février 2017 à Los Angeles (États-Unis) et le 25 juin 2017 à Vilnius (Lituanie). La compétition est organisée par l'Union internationale de pentathlon moderne. La coupe du monde se déroule en quatre manches disputées dans quatre villes différentes ainsi que d'une finale en Lituanie.

## Résultats

### Hommes
| Date                    | Lieu        | Gagnant            | Second             | Troisième          |
| 20 février 27 février   | Los Angeles | Bence Demeter      | Pavlo Tymoshchenko | Aleksander Lesun   |
| 21 mars 26 mars         | Le Caire    | Pavlo Tymoshchenko | Valentin Prades    | Fabian Liebig      |
| 3 mai 8 mai             | Kecskemét   | Valentin Prades    | Bence Demeter      | Pavlo Tymoshchenko |
| 25 mai 29 mai           | Drzonków    | Jun Woong-tae      | Lee Ji-hun         | Patrick Dogue      |
| Finales 23 juin 25 juin | Vilnius     | Valentin Prades    | Pavlo Tymoshchenko | Jarosław Świderski |

### Femmes
| Date                    | Lieu        | Gagnant            | Second              | Troisième            |
| 20 février 27 février   | Los Angeles | Lena Schöneborn    | Kate French         | Ekaterina Khuraskina |
| 21 mars 26 mars         | Le Caire    | Kate French        | İlke Özyüksel       | Alice Sotero         |
| 3 mai 8 mai             | Kecskemét   | Laura Asadauskaitė | Gulnaz Gubaydullina | Sarolta Kovács       |
| 25 mai 29 mai           | Drzonków    | Alice Sotero       | Laura Asadauskaite  | İlke Özyüksel        |
| Finales 23 juin 25 juin | Vilnius     | Tamara Alekszejev  | Laura Asadauskaitė  | Gulnaz Gubaydullina  |

### Mixte
| Date                    | Lieu        | Gagnant                                           | Second                                         | Troisième                                         |
| 20 février 27 février   | Los Angeles | Corée du Sud- Jung Jin-hwa - Yang Soo Jin         | Japon- Taishu Sato - Ayumu Saito               | Kazakhstan- Vladislav Sukharev - Elena Potapenko  |
| 21 mars 26 mars         | Le Caire    | Biélorussie- Kirill Kasyanik - Iryna Prasiantsova | Royaume-Uni- Myles Pillage - Joanna Muir       | Hongrie- Tamas Bence Frohlich - Tamara Alekszejev |
| 3 mai 8 mai             | Kecskemét   | Hongrie- Bence Demeter - Sarolta Kovacs           | Biélorussie- Ilya Palazkov - Tatsiana Khaldoba | Tchéquie- Jan Kuf - Natalie Dianova               |
| 25 mai 29 mai           | Drzonków    | Irlande- Arthur Lanigan O'Keeffe - Natalya Coyle  | Allemagne- Christian Zillekens - Annika Schleu | Kazakhstan- Pavel Ilyashenko - Elena Potapenko    |
| Finales 23 juin 25 juin | Vilnius     | Irlande- Arthur Lanigan O'Keeffe - Natalya Coyle  | France- Valentin Prades - Julie Belhamri       | Russie- Alexander Savkin - Gulnaz Gubaydullina    |